# Городецкий район
Городе́цкий район — административно-территориальное образование (округ) в Нижегородской области России. В рамках организации местного самоуправления ему соответствует Городецкий муниципальный округ (с 2004 до 2022 гг. — муниципальный район).
Административный центр — город Городец.

## География
Расположен в центральной части Нижегородской области. На юго-западе он граничит с Балахнинским муниципальным округом, на востоке — с городским округом город Бор, на северо-западе — с городским округом Сокольским, а на северо-востоке — с Ковернинским муниципальным округом.

### Климат
Климат Городецкого района умеренно континентальный. Средняя температура воздуха самого холодного месяца — января −12 °C, абсолютные минимумы до -46 °C. Самого тёплого — июля +19 °C, максимумы до +38 °C. Средняя продолжительность безморозного периода длится около 146 дней. Количество осадков колеблется между 450 и 550 мм в год.
Климатические условия благоприятствуют активному проживанию человека и способствуют возделыванию большинства сельскохозяйственных культур, распространённых в средней полосе европейской части страны.

## История
Городец принадлежит к числу древнейших русских городов. Он основан в 1152 года князем Юрием Долгоруким. Построен как крепость на крутом и обрывистом левом берегу Волги примерно на 50 километров выше впадения в неё Оки. Как и большинство древнерусских городов, Городец состоял из двух частей: детинца (кремля) и ремесленного посада, которые имели по две линии укреплений. В феврале 1238 года, в результате татаро-монгольского нашествия, город был сожжён, а его жители были почти полностью истреблены монголо-татарскими захватчиками. После этого в XIII-XIV веках политическое значение Городца начало падать. С развитием Нижнего Новгорода уменьшилось его военное значение.
В 1408 году Городец был дотла сожжён направляющимся на Москву из Казани татарским ханом Едигеем. Разгром был настолько большой, что после него город не сумел оправиться, и почти 150 лет оставался в запустении. Со временем на этом месте выросло одноимённое село, положившее начало современному городу.
До октябрьской революции село Городец было большим торговым центром, купеческим селом, которое насчитывало 10 церквей, один собор, Федоровский монастырь (самый богатый землевладелец на городецкой земле), 12 молельных домов, 29 трактиров. Городецкие купцы — торговцы хлебом имели свои пароходы, баржи, на которых с низовьев Волги и Камы доставляли огромное количество хлеба.
Трудовое население из-за малоземелья занималось самыми разнообразными кустарными и отхожими промыслами. Городец был значительным центром деревянного судостроения и деревообрабатывающих промыслов. Также были развиты гончарный и золотошвейный промысел, прядение, ткачество, изготовление расписных деревянных и глиняных игрушек, вышивка, кружевоплетение. С большим искусством вырезали здесь пряничные доски, при помощи которых печатали знаменитые городецкие пряники. Особое место среди промыслов земли городецкой занимала и занимает декоративная резьба по дереву и художественная роспись, являющиеся теперь настоящим народным искусством.
К концу XIX века Городец числился селом и входил в Балахнинский уезд. Оно было многолюдным — по переписи 1897 года в нём проживало 6330 человек.
С 1922 года Городец становится уездным городом Нижегородской губернии. За годы социалистического строительства древний город превратился в межрайонный промышленный центр с многочисленными предприятиями. Промышленность представлена судоремонтно-механическим заводом, который специализируется на изготовлении судовых механизмов и сменно-запасных деталей для ремонта судовых двигателей с мелкосерийным производством и на ремонте судов, Городецкой судоверфью, основанной ещё в 1918 году, которая, кроме барж, дебаркадеров и брандвахт, освоила выпуск железобетонных дебаркадеров, рыбоморозильных баз.
15 ноября 1957 года к Городецкому району была присоединена часть территории упразднённого Линдовского района.
Успешное развитие получила лёгкая промышленность района. К числу старейших предприятий относится фабрика «Городецкая роспись», занимающаяся выпуском художественных изделий и бытовой мебели для населения. Сохранилось пряничное производство. Вместо мелких кустарных пекарен была создана большая фабрика, оснащённая современной техникой. Издавна в Городце существует ещё одна производственная отрасль — вышивка гладью — ручная и машинная. Городецкая строчевышивальная фабрика «Татьяна» — крупное предприятие, продукция которого известна далеко за пределами Городецкого района.
Особое место в Городецком районе занимает молодой город Заволжье. Он расположен на правом берегу Волги напротив Городца. Он во многом определяет лицо района как энергетического и машиностроительного центра нашей страны. Возникновение и развитие города связано со строительством Горьковской гидроэлектростанции. Здесь расположено самое крупное промышленное предприятие Городецкого района — ОАО «Заволжский моторный завод». Сегодня предприятиями города Заволжья вырабатывается электроэнергия, создаются автомобильные моторы и гусеничные тягачи, изготавливаются железобетонные конструкции, производится ремонт автомобилей.

## Население
| 1939    | 1959    | 1970    | 1979    | 1989    | 2002    | 2008    | 2009    | 2010    |
| ------- | ------- | ------- | ------- | ------- | ------- | ------- | ------- | ------- |
| 54 788  | ↘42 047 | ↗66 066 | ↗69 220 | ↗69 451 | ↗97 142 | ↘93 259 | ↘92 984 | ↘91 577 |
| 2011    | 2012    | 2013    | 2014    | 2015    | 2016    | 2017    | 2018    | 2019    |
| ↘91 398 | ↘90 592 | ↘90 019 | ↘89 674 | ↘89 201 | ↘88 658 | ↘88 092 | ↘87 208 | ↘86 059 |
| 2020    | 2021    | 2024    | 2025    |         |         |         |         |         |
| ↘85 620 | ↘81 689 | ↘80 149 | ↘79 491 |         |         |         |         |         |

### Урбанизация
Городское население (города Городец и Заволжье, рабочий посёлок Первомайский) составляет 84 % от всего населения района.

## Административно-муниципальное устройство
В Городецкий район, в рамках административно-территориального устройства области, входят 12 административно-территориальных образований, в том числе 2 города районного значения, 1 рабочий посёлок и 9 сельсоветов.
| №  | Административно-территориальное (муниципальное) образование | Административный центр       | Количество населённых пунктов | Население (чел.) | Площадь (км²) |
| -- | ----------------------------------------------------------- | ---------------------------- | ----------------------------- | ---------------- | ------------- |
| 1  | город Городец                                               | город Городец                | 1                             | ↘28 660          | 124,22        |
| 2  | город Заволжье                                              | город Заволжье               | 1                             | ↘36 763          | 20,08         |
| 3  | Рабочий посёлок Первомайский                                | рабочий посёлок Первомайский | 1                             | ↘1348            | 4,08          |
| 4  | Бриляковский сельсовет                                      | село Бриляково               | 62                            | ↘1874            | 301,38        |
| 5  | Зиняковский сельсовет                                       | село Зиняки                  | 100                           | ↘2212            | 240,55        |
| 6  | Ковригинский сельсовет                                      | деревня Ковригино            | 25                            | ↗1030            | 80,61         |
| 7  | Кумохинский сельсовет                                       | деревня Кудашиха             | 52                            | ↘3934            | 72,26         |
| 8  | Николо-Погостинский сельсовет                               | посёлок Аксентис             | 76                            | ↘1662            | 142,24        |
| 9  | Смиркинский сельсовет                                       | посёлок Смиркино             | 27                            | ↗584             | 134,89        |
| 10 | Смольковский сельсовет                                      | село Смольки                 | 37                            | ↘1170            | 168,31        |
| 11 | Тимирязевский сельсовет                                     | посёлок имени Тимирязева     | 30                            | ↘1554            | 56,70         |
| 12 | Федуринский сельсовет                                       | деревня Федурино             | 25                            | ↘898             | 109,10        |

К 2004 году в составе района было 12 сельсоветов. В рамках организации местного самоуправления в 2004—2009 гг. в существовавший в этот период Городецкий муниципальный район входили соответственно 12 муниципальных образований со статусом сельских поселений. В 2009 году были упразднены Зарубинский, Ильинский, Мошковский и Ягодно-Лесновский сельсоветы. Законом от 4 мая 2022 года Городецкий муниципальный район и все входившие в его состав поселения были упразднены и объединены в Городецкий муниципальный округ.

## Населённые пункты
В Городецком районе 437 населённых пунктов, в том числе 3 городских населённых пункта — два города и один посёлок городского типа (рабочий посёлок) — и 434 сельских населённых пункта.
| №   | Населённый пункт     | Тип             | Население | Административно-территориальное (муниципальное) образование |
| --- | -------------------- | --------------- | --------- | ----------------------------------------------------------- |
| 1   | Городец              | город           | ↘28 660   | город Городец                                               |
| 2   | Заволжье             | город           | ↘36 763   | город Заволжье                                              |
| 3   | Первомайский         | рабочий посёлок | ↘1348     | рабочий посёлок Первомайский                                |
| 4   | Абрамиха             | деревня         | →8        | Смольковский сельсовет                                      |
| 5   | Абросиха             | деревня         | ↘85       | Кумохинский сельсовет                                       |
| 6   | Авдеево              | деревня         | ↗14       | Кумохинский сельсовет                                       |
| 7   | Аксёново             | деревня         | ↘17       | Смиркинский сельсовет                                       |
| 8   | Аксентис             | посёлок         | ↘841      | Николо-Погостинский сельсовет                               |
| 9   | Александровка        | деревня         | ↘0        | Зиняковский сельсовет                                       |
| 10  | Алферово             | деревня         | ↘0        | Тимирязевский сельсовет                                     |
| 11  | Андроново            | деревня         | ↗21       | Тимирязевский сельсовет                                     |
| 12  | Арёфино              | деревня         | →0        | Зиняковский сельсовет                                       |
| 13  | Аржаново             | деревня         | ↘27       | Смольковский сельсовет                                      |
| 14  | Артемьево            | деревня         | ↘0        | Зиняковский сельсовет                                       |
| 15  | Артемьево            | посёлок         | ↗1        | Зиняковский сельсовет                                       |
| 16  | Артюшино             | деревня         | ↘10       | Тимирязевский сельсовет                                     |
| 17  | Архипиха             | деревня         | ↗45       | Смольковский сельсовет                                      |
| 18  | Ахлебаиха            | деревня         | ↘7        | Ковригинский сельсовет                                      |
| 19  | Бабино               | деревня         | ↗10       | Бриляковский сельсовет                                      |
| 20  | Бабчино              | деревня         | ↗10       | Зиняковский сельсовет                                       |
| 21  | Бакунино             | деревня         | ↘41       | Николо-Погостинский сельсовет                               |
| 22  | Барышево             | деревня         | ↘1        | Николо-Погостинский сельсовет                               |
| 23  | Бастраново           | деревня         | →7        | Бриляковский сельсовет                                      |
| 24  | Басурманиха          | деревня         | ↘0        | Николо-Погостинский сельсовет                               |
| 25  | Безводное            | деревня         | ↗21       | Кумохинский сельсовет                                       |
| 26  | Безводное            | деревня         | ↘3        | Николо-Погостинский сельсовет                               |
| 27  | Белоглазово          | деревня         | ↘3        | Ковригинский сельсовет                                      |
| 28  | Беляево              | деревня         | ↗7        | Смиркинский сельсовет                                       |
| 29  | Беляево              | деревня         | ↘18       | Федуринский сельсовет                                       |
| 30  | Беляницино           | деревня         | →3        | Бриляковский сельсовет                                      |
| 31  | Березино             | деревня         | ↘6        | Смиркинский сельсовет                                       |
| 32  | Березники            | деревня         | ↗20       | Федуринский сельсовет                                       |
| 33  | Блаженцово           | деревня         | ↘13       | Николо-Погостинский сельсовет                               |
| 34  | Бледны               | деревня         | ↗22       | Ковригинский сельсовет                                      |
| 35  | Блиново              | деревня         | ↘0        | Федуринский сельсовет                                       |
| 36  | Богданово            | деревня         | ↘17       | Бриляковский сельсовет                                      |
| 37  | Богомолово           | деревня         | ↗10       | Бриляковский сельсовет                                      |
| 38  | Бодягино             | деревня         | →0        | Бриляковский сельсовет                                      |
| 39  | Боковка              | деревня         | ↘16       | Ковригинский сельсовет                                      |
| 40  | Боково               | деревня         | ↘2        | Тимирязевский сельсовет                                     |
| 41  | Большие Берёзки      | деревня         | ↗7        | Зиняковский сельсовет                                       |
| 42  | Большой Суходол      | деревня         | ↗19       | Федуринский сельсовет                                       |
| 43  | Ботусино             | деревня         | ↘0        | Смольковский сельсовет                                      |
| 44  | Бриляково            | село            | ↘826      | Бриляковский сельсовет                                      |
| 45  | Бротены              | деревня         | →0        | Кумохинский сельсовет                                       |
| 46  | Бурдуково            | деревня         | ↗19       | Зиняковский сельсовет                                       |
| 47  | Буревестник          | посёлок         | ↘514      | Тимирязевский сельсовет                                     |
| 48  | Бурково              | деревня         | ↘21       | Бриляковский сельсовет                                      |
| 49  | Бурково              | деревня         | ↗17       | Николо-Погостинский сельсовет                               |
| 50  | Бутаково             | деревня         | ↘12       | Николо-Погостинский сельсовет                               |
| 51  | Бушнево              | деревня         | ↗9        | Тимирязевский сельсовет                                     |
| 52  | Варварское           | деревня         | ↘50       | Кумохинский сельсовет                                       |
| 53  | Васильевское         | деревня         | ↗16       | Тимирязевский сельсовет                                     |
| 54  | Вашуриха             | деревня         | ↗26       | Тимирязевский сельсовет                                     |
| 55  | Вашурово             | деревня         | ↘11       | Тимирязевский сельсовет                                     |
| 56  | Ведерниково          | деревня         | ↘5        | Зиняковский сельсовет                                       |
| 57  | Ветелево             | деревня         | ↗14       | Тимирязевский сельсовет                                     |
| 58  | Виноградово          | деревня         | ↘26       | Смиркинский сельсовет                                       |
| 59  | Войлоково            | деревня         | ↘3        | Зиняковский сельсовет                                       |
| 60  | Волжское лесничество | посёлок         | ↗41       | Федуринский сельсовет                                       |
| 61  | Воловое              | деревня         | ↗12       | Николо-Погостинский сельсовет                               |
| 62  | Вологино             | деревня         | ↘4        | Тимирязевский сельсовет                                     |
| 63  | Володино             | деревня         | →0        | Зиняковский сельсовет                                       |
| 64  | Воробьёво            | деревня         | ↘6        | Бриляковский сельсовет                                      |
| 65  | Воронино             | село            | ↘581      | Зиняковский сельсовет                                       |
| 66  | Воронино             | деревня         | ↘0        | Николо-Погостинский сельсовет                               |
| 67  | Вороново             | деревня         | ↗17       | Федуринский сельсовет                                       |
| 68  | Воротилово           | деревня         | ↘3        | Смиркинский сельсовет                                       |
| 69  | Восчестниково        | деревня         | →6        | Николо-Погостинский сельсовет                               |
| 70  | Выскорное            | деревня         | →9        | Зиняковский сельсовет                                       |
| 71  | Высокая Рамень       | деревня         | ↘20       | Кумохинский сельсовет                                       |
| 72  | Высоково             | деревня         | ↘23       | Ковригинский сельсовет                                      |
| 73  | Высоково             | деревня         | ↘12       | Смиркинский сельсовет                                       |
| 74  | Вязовое              | деревня         | ↘11       | Тимирязевский сельсовет                                     |
| 75  | Вяловская            | деревня         | ↘4        | Николо-Погостинский сельсовет                               |
| 76  | Гаврилки             | деревня         | ↗3        | Зиняковский сельсовет                                       |
| 77  | Галанино             | деревня         | ↘66       | Кумохинский сельсовет                                       |
| 78  | Глуховка             | деревня         | ↘2        | Николо-Погостинский сельсовет                               |
| 79  | Головино             | деревня         | ↘7        | Николо-Погостинский сельсовет                               |
| 80  | Горбуново            | деревня         | ↗35       | Кумохинский сельсовет                                       |
| 81  | Горбуши              | деревня         | →0        | Зиняковский сельсовет                                       |
| 82  | Гордеево             | деревня         | ↘20       | Николо-Погостинский сельсовет                               |
| 83  | Горенки              | деревня         | ↘0        | Николо-Погостинский сельсовет                               |
| 84  | Горенское            | деревня         | →2        | Николо-Погостинский сельсовет                               |
| 85  | Городецкий           | посёлок         | ↘171      | Николо-Погостинский сельсовет                               |
| 86  | Горохово             | деревня         | ↗22       | Кумохинский сельсовет                                       |
| 87  | Горюшки              | деревня         | ↘12       | Бриляковский сельсовет                                      |
| 88  | Горюшкино            | деревня         | →0        | Зиняковский сельсовет                                       |
| 89  | Горяшино             | деревня         | →0        | Зиняковский сельсовет                                       |
| 90  | Гранино              | деревня         | ↗2        | Зиняковский сельсовет                                       |
| 91  | Гридниково           | деревня         | →0        | Зиняковский сельсовет                                       |
| 92  | Гришманово           | деревня         | ↘13       | Ковригинский сельсовет                                      |
| 93  | Гурьево              | деревня         | ↗10       | Николо-Погостинский сельсовет                               |
| 94  | Гусево               | деревня         | →3        | Николо-Погостинский сельсовет                               |
| 95  | Дарьино              | деревня         | ↘1        | Смольковский сельсовет                                      |
| 96  | Детского санатория   | посёлок         | ↘96       | Кумохинский сельсовет                                       |
| 97  | Долганиха            | деревня         | ↘0        | Николо-Погостинский сельсовет                               |
| 98  | Долганово            | деревня         | →0        | Зиняковский сельсовет                                       |
| 99  | Долгуша              | деревня         | ↗24       | Смольковский сельсовет                                      |
| 100 | Дроздово             | деревня         | ↘351      | Бриляковский сельсовет                                      |
| 101 | Дроздово             | деревня         | ↘0        | Зиняковский сельсовет                                       |
| 102 | Дубенино             | деревня         | ↘8        | Николо-Погостинский сельсовет                               |
| 103 | Дубки                | деревня         | ↘5        | Николо-Погостинский сельсовет                               |
| 104 | Дубрава              | деревня         | ↘0        | Бриляковский сельсовет                                      |
| 105 | Душенькино           | деревня         | ↗5        | Смольковский сельсовет                                      |
| 106 | Дырино               | деревня         | ↘28       | Бриляковский сельсовет                                      |
| 107 | Евдокимово           | деревня         | ↘6        | Бриляковский сельсовет                                      |
| 108 | Елево                | деревня         | ↗5        | Зиняковский сельсовет                                       |
| 109 | Елево                | деревня         | ↘0        | Смольковский сельсовет                                      |
| 110 | Елхово               | деревня         | ↗6        | Зиняковский сельсовет                                       |
| 111 | Емелино              | деревня         | ↘1        | Зиняковский сельсовет                                       |
| 112 | Ефутино              | деревня         | ↘4        | Бриляковский сельсовет                                      |
| 113 | Жбанниково           | деревня         | ↘7        | Бриляковский сельсовет                                      |
| 114 | Желтиково            | деревня         | →0        | Николо-Погостинский сельсовет                               |
| 115 | Жеравизное           | деревня         | →19       | Кумохинский сельсовет                                       |
| 116 | Жеховская            | деревня         | ↗15       | Тимирязевский сельсовет                                     |
| 117 | Журавлёво            | деревня         | ↘3        | Зиняковский сельсовет                                       |
| 118 | Заборово             | деревня         | ↗50       | Кумохинский сельсовет                                       |
| 119 | Завидлево            | деревня         | ↗8        | Ковригинский сельсовет                                      |
| 120 | Завражное            | деревня         | ↗8        | Зиняковский сельсовет                                       |
| 121 | Завражное            | деревня         | ↗95       | Кумохинский сельсовет                                       |
| 122 | Заломаево            | деревня         | ↗69       | Кумохинский сельсовет                                       |
| 123 | Заплутайки           | деревня         | ↘0        | Зиняковский сельсовет                                       |
| 124 | Зарубино             | село            | ↗518      | Зиняковский сельсовет                                       |
| 125 | Засорихино           | деревня         | ↘20       | Кумохинский сельсовет                                       |
| 126 | Зиняки               | село            | ↘1041     | Зиняковский сельсовет                                       |
| 127 | Зубово               | деревня         | ↘29       | Бриляковский сельсовет                                      |
| 128 | Зубово               | деревня         | ↗6        | Тимирязевский сельсовет                                     |
| 129 | Иваново              | деревня         | ↗110      | Тимирязевский сельсовет                                     |
| 130 | Ивашково             | деревня         | ↘0        | Зиняковский сельсовет                                       |
| 131 | Иголенки             | деревня         | ↘0        | Николо-Погостинский сельсовет                               |
| 132 | Иголкино             | деревня         | ↘0        | Федуринский сельсовет                                       |
| 133 | Иконниково           | деревня         | →0        | Смольковский сельсовет                                      |
| 134 | Ильинский            | посёлок         | ↘814      | Николо-Погостинский сельсовет                               |
| 135 | имени Тимирязева     | посёлок         | ↗1091     | Тимирязевский сельсовет                                     |
| 136 | Кабачёво             | деревня         | ↗107      | Кумохинский сельсовет                                       |
| 137 | Калинки              | деревня         | ↘14       | Бриляковский сельсовет                                      |
| 138 | Калинкино            | деревня         | ↗6        | Зиняковский сельсовет                                       |
| 139 | Каплино              | деревня         | ↗24       | Кумохинский сельсовет                                       |
| 140 | Караваево            | деревня         | →16       | Смольковский сельсовет                                      |
| 141 | Караиха              | деревня         | ↘4        | Николо-Погостинский сельсовет                               |
| 142 | Карлово              | деревня         | ↘6        | Бриляковский сельсовет                                      |
| 143 | Карпово              | деревня         | ↘2        | Зиняковский сельсовет                                       |
| 144 | Карташиха            | деревня         | →0        | Зиняковский сельсовет                                       |
| 145 | Кипрево              | деревня         | ↗38       | Смольковский сельсовет                                      |
| 146 | Киреево              | деревня         | ↗3        | Зиняковский сельсовет                                       |
| 147 | Кирьяново            | деревня         | ↘3        | Тимирязевский сельсовет                                     |
| 148 | Кирюшино             | село            | ↘7        | Зиняковский сельсовет                                       |
| 149 | Клёново              | деревня         | ↗14       | Кумохинский сельсовет                                       |
| 150 | Клепиковка           | деревня         | ↘10       | Николо-Погостинский сельсовет                               |
| 151 | Ключи                | деревня         | ↘1        | Бриляковский сельсовет                                      |
| 152 | Клюшниково           | деревня         | ↗20       | Кумохинский сельсовет                                       |
| 153 | Ковалево             | деревня         | ↗12       | Николо-Погостинский сельсовет                               |
| 154 | Ковригино            | деревня         | ↗674      | Ковригинский сельсовет                                      |
| 155 | Ковригино            | деревня         | ↘8        | Смольковский сельсовет                                      |
| 156 | Кожухово             | деревня         | ↗11       | Николо-Погостинский сельсовет                               |
| 157 | Козино               | деревня         | ↘6        | Федуринский сельсовет                                       |
| 158 | Колесниково          | деревня         | ↘7        | Зиняковский сельсовет                                       |
| 159 | Колоногово           | деревня         | →0        | Зиняковский сельсовет                                       |
| 160 | Колываново           | деревня         | ↘2        | Бриляковский сельсовет                                      |
| 161 | Конево               | деревня         | ↘29       | Ковригинский сельсовет                                      |
| 162 | Конево               | деревня         | ↗10       | Смиркинский сельсовет                                       |
| 163 | Коновалиха           | деревня         | ↗25       | Николо-Погостинский сельсовет                               |
| 164 | Конопляново          | деревня         | ↘4        | Зиняковский сельсовет                                       |
| 165 | Коньково             | деревня         | ↘23       | Бриляковский сельсовет                                      |
| 166 | Копенное             | деревня         | ↘7        | Николо-Погостинский сельсовет                               |
| 167 | Копнино              | деревня         | ↗14       | Кумохинский сельсовет                                       |
| 168 | Копосово             | деревня         | ↘11       | Бриляковский сельсовет                                      |
| 169 | Коптево              | деревня         | ↘1        | Зиняковский сельсовет                                       |
| 170 | Коробейниково        | деревня         | ↘5        | Ковригинский сельсовет                                      |
| 171 | Коробово             | деревня         | ↘0        | Николо-Погостинский сельсовет                               |
| 172 | Коробово             | деревня         | ↗72       | Федуринский сельсовет                                       |
| 173 | Коровино             | деревня         | ↘7        | Смиркинский сельсовет                                       |
| 174 | Коровинское          | деревня         | ↘10       | Смиркинский сельсовет                                       |
| 175 | Косково              | деревня         | ↘132      | Ковригинский сельсовет                                      |
| 176 | Косолапово           | деревня         | ↘13       | Бриляковский сельсовет                                      |
| 177 | Костомарино          | деревня         | →0        | Николо-Погостинский сельсовет                               |
| 178 | Костромино           | деревня         | ↗1        | Зиняковский сельсовет                                       |
| 179 | Кочнево              | деревня         | ↗4        | Смольковский сельсовет                                      |
| 180 | Красная Рамень       | деревня         | ↗31       | Бриляковский сельсовет                                      |
| 181 | Красноселье          | деревня         | ↘9        | Бриляковский сельсовет                                      |
| 182 | Кривоносово          | деревня         | ↘0        | Бриляковский сельсовет                                      |
| 183 | Круглово             | деревня         | ↗1        | Зиняковский сельсовет                                       |
| 184 | Круглово             | село            | ↘2        | Зиняковский сельсовет                                       |
| 185 | Кудашиха             | деревня         | ↗118      | Кумохинский сельсовет                                       |
| 186 | Кузнечиха            | деревня         | ↗1        | Смольковский сельсовет                                      |
| 187 | Кумохино             | деревня         | ↗33       | Бриляковский сельсовет                                      |
| 188 | Кумохино             | деревня         | ↗64       | Кумохинский сельсовет                                       |
| 189 | Кунорино             | деревня         | ↗41       | Кумохинский сельсовет                                       |
| 190 | Курочкино            | деревня         | ↘3        | Ковригинский сельсовет                                      |
| 191 | Курцево              | деревня         | ↘40       | Ковригинский сельсовет                                      |
| 192 | Куфтино              | деревня         | ↗34       | Николо-Погостинский сельсовет                               |
| 193 | Лазарево             | деревня         | ↘56       | Бриляковский сельсовет                                      |
| 194 | Лапино               | деревня         | →0        | Бриляковский сельсовет                                      |
| 195 | Ларино               | деревня         | ↘0        | Зиняковский сельсовет                                       |
| 196 | Лбово                | деревня         | →2        | Бриляковский сельсовет                                      |
| 197 | Лебедево             | деревня         | →12       | Смольковский сельсовет                                      |
| 198 | Лесная               | деревня         | ↘2        | Смольковский сельсовет                                      |
| 199 | Липовая Грива        | деревня         | →14       | Кумохинский сельсовет                                       |
| 200 | Лисино               | деревня         | ↘86       | Тимирязевский сельсовет                                     |
| 201 | Лисицыно             | деревня         | ↘0        | Николо-Погостинский сельсовет                               |
| 202 | Лихачёво             | деревня         | ↘0        | Зиняковский сельсовет                                       |
| 203 | Ложкино              | деревня         | ↗28       | Кумохинский сельсовет                                       |
| 204 | Ломки                | деревня         | ↘2        | Николо-Погостинский сельсовет                               |
| 205 | Ломляево             | деревня         | ↗18       | Смольковский сельсовет                                      |
| 206 | Лосево               | деревня         | ↘0        | Ковригинский сельсовет                                      |
| 207 | Лосево               | деревня         | →4        | Николо-Погостинский сельсовет                               |
| 208 | Луговое              | деревня         | ↘14       | Смольковский сельсовет                                      |
| 209 | Луковкино            | деревня         | ↘3        | Зиняковский сельсовет                                       |
| 210 | Лямино               | деревня         | →0        | Николо-Погостинский сельсовет                               |
| 211 | Ляпуново             | деревня         | ↗109      | Кумохинский сельсовет                                       |
| 212 | Максимовское         | деревня         | ↘5        | Зиняковский сельсовет                                       |
| 213 | Малахово             | деревня         | ↗6        | Зиняковский сельсовет                                       |
| 214 | Малинки              | деревня         | ↘5        | Смольковский сельсовет                                      |
| 215 | Малые Берёзки        | деревня         | ↗8        | Зиняковский сельсовет                                       |
| 216 | Малый Суходол        | деревня         | ↗30       | Федуринский сельсовет                                       |
| 217 | Марково              | деревня         | ↗1        | Зиняковский сельсовет                                       |
| 218 | Мартыново            | деревня         | ↘8        | Смиркинский сельсовет                                       |
| 219 | Матрёнино            | деревня         | ↘1        | Зиняковский сельсовет                                       |
| 220 | Меленки              | деревня         | ↘5        | Николо-Погостинский сельсовет                               |
| 221 | Мельниково           | деревня         | ↘3        | Зиняковский сельсовет                                       |
| 222 | Мехово               | деревня         | ↘12       | Бриляковский сельсовет                                      |
| 223 | Милеево              | деревня         | →0        | Николо-Погостинский сельсовет                               |
| 224 | Митинское            | деревня         | ↘4        | Николо-Погостинский сельсовет                               |
| 225 | Митрофаново          | деревня         | ↘2        | Федуринский сельсовет                                       |
| 226 | Михайлово            | деревня         | ↘7        | Смиркинский сельсовет                                       |
| 227 | Могильцы             | деревня         | ↘157      | Зиняковский сельсовет                                       |
| 228 | Мозгулино            | деревня         | ↗46       | Федуринский сельсовет                                       |
| 229 | Мокеиха              | деревня         | ↘11       | Николо-Погостинский сельсовет                               |
| 230 | Мокрушино            | деревня         | →1        | Бриляковский сельсовет                                      |
| 231 | Мостовое             | деревня         | →6        | Кумохинский сельсовет                                       |
| 232 | Мочальное            | деревня         | ↗10       | Бриляковский сельсовет                                      |
| 233 | Мошки                | деревня         | ↘17       | Николо-Погостинский сельсовет                               |
| 234 | Мошкино              | деревня         | ↘20       | Бриляковский сельсовет                                      |
| 235 | Мошкино              | деревня         | ↘133      | Ковригинский сельсовет                                      |
| 236 | Мысово               | деревня         | ↘58       | Кумохинский сельсовет                                       |
| 237 | Нагавицино           | деревня         | ↗18       | Тимирязевский сельсовет                                     |
| 238 | Налескино            | деревня         | ↗52       | Кумохинский сельсовет                                       |
| 239 | Наседкино            | деревня         | ↘23       | Кумохинский сельсовет                                       |
| 240 | Неболдино            | деревня         | →1        | Зиняковский сельсовет                                       |
| 241 | Нехлустино           | деревня         | →0        | Николо-Погостинский сельсовет                               |
| 242 | Нечаиха              | деревня         | ↘24       | Кумохинский сельсовет                                       |
| 243 | Нечаиха              | деревня         | ↗13       | Николо-Погостинский сельсовет                               |
| 244 | Никитино             | деревня         | ↗14       | Зиняковский сельсовет                                       |
| 245 | Николо-Погост        | село            | ↘101      | Николо-Погостинский сельсовет                               |
| 246 | Никольское           | деревня         | ↘10       | Бриляковский сельсовет                                      |
| 247 | Никольское           | деревня         | ↗69       | Смольковский сельсовет                                      |
| 248 | Никулино             | деревня         | ↘7        | Бриляковский сельсовет                                      |
| 249 | Никулино             | деревня         | →1        | Ковригинский сельсовет                                      |
| 250 | Ничунаево            | деревня         | ↘2        | Бриляковский сельсовет                                      |
| 251 | Новочистное          | деревня         | ↘2        | Николо-Погостинский сельсовет                               |
| 252 | Ноздрино             | деревня         | ↘10       | Ковригинский сельсовет                                      |
| 253 | Носово               | деревня         | ↘6        | Тимирязевский сельсовет                                     |
| 254 | Облизино             | деревня         | ↘2        | Смиркинский сельсовет                                       |
| 255 | Обухово              | деревня         | →0        | Зиняковский сельсовет                                       |
| 256 | Овинное              | деревня         | ↗7        | Зиняковский сельсовет                                       |
| 257 | Ожгихино             | деревня         | ↘11       | Бриляковский сельсовет                                      |
| 258 | Опалево              | деревня         | →3        | Николо-Погостинский сельсовет                               |
| 259 | Орехово              | деревня         | →0        | Федуринский сельсовет                                       |
| 260 | Осинки               | деревня         | ↘9        | Зиняковский сельсовет                                       |
| 261 | Осинки               | деревня         | ↘22       | Федуринский сельсовет                                       |
| 262 | Оскордино            | деревня         | ↗18       | Смольковский сельсовет                                      |
| 263 | Осоково              | деревня         | ↘14       | Бриляковский сельсовет                                      |
| 264 | Осоково              | деревня         | ↘5        | Смиркинский сельсовет                                       |
| 265 | Останино             | деревня         | →0        | Федуринский сельсовет                                       |
| 266 | Островино            | деревня         | ↗10       | Бриляковский сельсовет                                      |
| 267 | Павелкино            | деревня         | ↗16       | Тимирязевский сельсовет                                     |
| 268 | Пелевино             | деревня         | ↗3        | Зиняковский сельсовет                                       |
| 269 | Первое Мая           | посёлок         | ↗31       | Николо-Погостинский сельсовет                               |
| 270 | Первушкино           | деревня         | ↘0        | Федуринский сельсовет                                       |
| 271 | Перевесное           | деревня         | ↘27       | Тимирязевский сельсовет                                     |
| 272 | Пестово              | деревня         | →0        | Зиняковский сельсовет                                       |
| 273 | Пестово              | деревня         | ↗219      | Кумохинский сельсовет                                       |
| 274 | Пестряково           | деревня         | ↘42       | Бриляковский сельсовет                                      |
| 275 | Пестряково           | деревня         | ↘0        | Смиркинский сельсовет                                       |
| 276 | Петухово             | деревня         | ↘3        | Ковригинский сельсовет                                      |
| 277 | Петухово             | деревня         | ↗24       | Федуринский сельсовет                                       |
| 278 | Победа               | деревня         | ↗31       | Николо-Погостинский сельсовет                               |
| 279 | Повалихино           | деревня         | ↘27       | Кумохинский сельсовет                                       |
| 280 | Погуляйки            | деревня         | ↘0        | Смольковский сельсовет                                      |
| 281 | Подлужное            | деревня         | ↗63       | Кумохинский сельсовет                                       |
| 282 | Подолец              | деревня         | →14       | Зиняковский сельсовет                                       |
| 283 | Покровское           | деревня         | ↘7        | Зиняковский сельсовет                                       |
| 284 | Полежайки            | деревня         | ↗2        | Зиняковский сельсовет                                       |
| 285 | Полизалово           | деревня         | ↗8        | Кумохинский сельсовет                                       |
| 286 | Пономарево           | деревня         | ↗103      | Кумохинский сельсовет                                       |
| 287 | Поповка              | деревня         | →0        | Николо-Погостинский сельсовет                               |
| 288 | Попово               | деревня         | ↘3        | Бриляковский сельсовет                                      |
| 289 | Пречистино           | деревня         | ↘0        | Зиняковский сельсовет                                       |
| 290 | Привалово            | деревня         | ↘18       | Бриляковский сельсовет                                      |
| 291 | Притыкино            | деревня         | ↗12       | Бриляковский сельсовет                                      |
| 292 | Притыкино            | деревня         | ↗2        | Зиняковский сельсовет                                       |
| 293 | Прозориха            | деревня         | ↘1        | Смольковский сельсовет                                      |
| 294 | Прозорово            | деревня         | ↘4        | Ковригинский сельсовет                                      |
| 295 | Прокофьево           | деревня         | ↘0        | Николо-Погостинский сельсовет                               |
| 296 | Прокурино            | деревня         | ↘5        | Бриляковский сельсовет                                      |
| 297 | Прудово              | деревня         | →4        | Зиняковский сельсовет                                       |
| 298 | Прудово              | посёлок         | →0        | Зиняковский сельсовет                                       |
| 299 | Пудово               | деревня         | ↘5        | Зиняковский сельсовет                                       |
| 300 | Пульниково           | деревня         | ↗3        | Смольковский сельсовет                                      |
| 301 | Пустошь              | деревня         | ↘2        | Николо-Погостинский сельсовет                               |
| 302 | Пшеничное            | деревня         | ↘2        | Смольковский сельсовет                                      |
| 303 | Пятейки              | деревня         | ↘6        | Смиркинский сельсовет                                       |
| 304 | Редькино             | деревня         | →0        | Зиняковский сельсовет                                       |
| 305 | Редькино             | село            | ↗8        | Зиняковский сельсовет                                       |
| 306 | Репино               | деревня         | ↘11       | Ковригинский сельсовет                                      |
| 307 | Речная               | деревня         | ↘14       | Кумохинский сельсовет                                       |
| 308 | Рогожино             | деревня         | ↗35       | Кумохинский сельсовет                                       |
| 309 | Рогозинино           | деревня         | ↘1        | Зиняковский сельсовет                                       |
| 310 | Родителево           | деревня         | ↗4        | Тимирязевский сельсовет                                     |
| 311 | Рожково              | деревня         | ↘65       | Кумохинский сельсовет                                       |
| 312 | Роймино              | деревня         | ↗5        | Бриляковский сельсовет                                      |
| 313 | Романово             | деревня         | ↘23       | Ковригинский сельсовет                                      |
| 314 | Руя                  | деревня         | ↘6        | Ковригинский сельсовет                                      |
| 315 | Рыжухино             | деревня         | ↘5        | Бриляковский сельсовет                                      |
| 316 | Рябинки              | деревня         | ↗4        | Федуринский сельсовет                                       |
| 317 | Савино               | деревня         | ↘14       | Ковригинский сельсовет                                      |
| 318 | Савино               | деревня         | ↘13       | Николо-Погостинский сельсовет                               |
| 319 | Самохвалово          | деревня         | ↗6        | Зиняковский сельсовет                                       |
| 320 | Санниково            | деревня         | ↗6        | Николо-Погостинский сельсовет                               |
| 321 | Сбоиха               | деревня         | ↗18       | Смольковский сельсовет                                      |
| 322 | Свинино              | деревня         | ↘13       | Кумохинский сельсовет                                       |
| 323 | Сельцо               | деревня         | ↘44       | Николо-Погостинский сельсовет                               |
| 324 | Серково              | деревня         | ↗1120     | Кумохинский сельсовет                                       |
| 325 | Сидорово             | деревня         | ↘6        | Бриляковский сельсовет                                      |
| 326 | Сидорово             | деревня         | →0        | Зиняковский сельсовет                                       |
| 327 | Сидорово             | деревня         | ↘3        | Николо-Погостинский сельсовет                               |
| 328 | Симоново             | деревня         | ↘2        | Николо-Погостинский сельсовет                               |
| 329 | Ситниково            | деревня         | ↘0        | Зиняковский сельсовет                                       |
| 330 | Скипино              | деревня         | ↗19       | Тимирязевский сельсовет                                     |
| 331 | Скользихино          | деревня         | ↘1        | Тимирязевский сельсовет                                     |
| 332 | Скородум             | село            | →4        | Смольковский сельсовет                                      |
| 333 | Слоново              | деревня         | ↗30       | Кумохинский сельсовет                                       |
| 334 | Слышково             | деревня         | ↘6        | Бриляковский сельсовет                                      |
| 335 | Смиркино             | посёлок         | ↘500      | Смиркинский сельсовет                                       |
| 336 | Смольки              | село            | ↗963      | Смольковский сельсовет                                      |
| 337 | Смольники            | деревня         | ↘1        | Зиняковский сельсовет                                       |
| 338 | Собинное             | деревня         | ↘6        | Смиркинский сельсовет                                       |
| 339 | Соболиха             | деревня         | ↗234      | Федуринский сельсовет                                       |
| 340 | Содомово             | деревня         | ↗2        | Смольковский сельсовет                                      |
| 341 | Содомово             | деревня         | ↗1        | Федуринский сельсовет                                       |
| 342 | Солоденино           | деревня         | ↘0        | Зиняковский сельсовет                                       |
| 343 | Соримостово          | деревня         | →0        | Зиняковский сельсовет                                       |
| 344 | Сорокоумово          | деревня         | ↗6        | Зиняковский сельсовет                                       |
| 345 | Сосновка             | деревня         | ↘3        | Смиркинский сельсовет                                       |
| 346 | Сосновское           | деревня         | ↘1        | Зиняковский сельсовет                                       |
| 347 | Сосновское           | деревня         | →0        | Николо-Погостинский сельсовет                               |
| 348 | Сотнево              | деревня         | →0        | Кумохинский сельсовет                                       |
| 349 | Старцево             | деревня         | ↗25       | Бриляковский сельсовет                                      |
| 350 | Старцево             | деревня         | ↘16       | Николо-Погостинский сельсовет                               |
| 351 | Столбово             | деревня         | ↘2        | Смиркинский сельсовет                                       |
| 352 | Стрекалово           | деревня         | ↘21       | Бриляковский сельсовет                                      |
| 353 | Стрелка              | деревня         | →0        | Зиняковский сельсовет                                       |
| 354 | Стрелка              | деревня         | ↘15       | Смольковский сельсовет                                      |
| 355 | Строино              | деревня         | ↗6        | Зиняковский сельсовет                                       |
| 356 | Строчково            | село            | ↗1116     | Кумохинский сельсовет                                       |
| 357 | Ступино              | деревня         | →2        | Зиняковский сельсовет                                       |
| 358 | Суздалево            | деревня         | ↘27       | Николо-Погостинский сельсовет                               |
| 359 | Сухаренки            | деревня         | ↘2        | Зиняковский сельсовет                                       |
| 360 | Сухаренки            | посёлок         | ↘10       | Зиняковский сельсовет                                       |
| 361 | Сысово               | деревня         | ↘12       | Николо-Погостинский сельсовет                               |
| 362 | Сысуйково            | деревня         | →3        | Бриляковский сельсовет                                      |
| 363 | Тарханово            | деревня         | ↗155      | Кумохинский сельсовет                                       |
| 364 | Тарханово            | деревня         | ↘5        | Смиркинский сельсовет                                       |
| 365 | Телицино             | деревня         | ↘2        | Бриляковский сельсовет                                      |
| 366 | Терентьево           | деревня         | ↘11       | Тимирязевский сельсовет                                     |
| 367 | Тесовая              | деревня         | ↘15       | Смольковский сельсовет                                      |
| 368 | Тихая                | деревня         | ↘113      | Смольковский сельсовет                                      |
| 369 | Ткалино              | деревня         | ↘36       | Тимирязевский сельсовет                                     |
| 370 | Токовиково           | деревня         | ↘2        | Бриляковский сельсовет                                      |
| 371 | Тонково              | деревня         | ↘15       | Смиркинский сельсовет                                       |
| 372 | Торохово             | деревня         | ↘2        | Тимирязевский сельсовет                                     |
| 373 | Тревражное           | деревня         | →3        | Смольковский сельсовет                                      |
| 374 | Тренино              | деревня         | ↘4        | Смольковский сельсовет                                      |
| 375 | Трестьяны            | деревня         | ↘10       | Смиркинский сельсовет                                       |
| 376 | Турбазы              | посёлок         | ↗196      | Федуринский сельсовет                                       |
| 377 | Тюкалово             | деревня         | →0        | Зиняковский сельсовет                                       |
| 378 | Тяблино              | деревня         | ↘18       | Кумохинский сельсовет                                       |
| 379 | Узольский            | посёлок         | ↗222      | Кумохинский сельсовет                                       |
| 380 | Улыбино              | деревня         | ↗18       | Кумохинский сельсовет                                       |
| 381 | Ульяниха             | деревня         | ↘1        | Николо-Погостинский сельсовет                               |
| 382 | Ульянково            | деревня         | ↘9        | Бриляковский сельсовет                                      |
| 383 | Устиново             | деревня         | →40       | Тимирязевский сельсовет                                     |
| 384 | Фаладово             | деревня         | ↗22       | Николо-Погостинский сельсовет                               |
| 385 | Фалино-Пестово       | деревня         | ↘9        | Федуринский сельсовет                                       |
| 386 | Федоровское          | деревня         | ↗2        | Тимирязевский сельсовет                                     |
| 387 | Федосеево            | деревня         | ↘2        | Смиркинский сельсовет                                       |
| 388 | Федурино             | деревня         | ↗575      | Федуринский сельсовет                                       |
| 389 | Фердуново            | деревня         | →4        | Зиняковский сельсовет                                       |
| 390 | Филино               | деревня         | ↘23       | Федуринский сельсовет                                       |
| 391 | Филипцево            | деревня         | →0        | Ковригинский сельсовет                                      |
| 392 | Филипцево            | деревня         | →0        | Смольковский сельсовет                                      |
| 393 | Филоново             | деревня         | ↘16       | Бриляковский сельсовет                                      |
| 394 | Фомиха               | деревня         | ↗8        | Смиркинский сельсовет                                       |
| 395 | Харино               | деревня         | →0        | Зиняковский сельсовет                                       |
| 396 | Харламиха            | деревня         | ↗12       | Николо-Погостинский сельсовет                               |
| 397 | Хаустово             | деревня         | ↗11       | Николо-Погостинский сельсовет                               |
| 398 | Хахалино             | деревня         | ↘14       | Бриляковский сельсовет                                      |
| 399 | Худяково             | деревня         | →0        | Зиняковский сельсовет                                       |
| 400 | Частихино            | деревня         | ↗4        | Николо-Погостинский сельсовет                               |
| 401 | Чегенёво             | деревня         | ↘7        | Бриляковский сельсовет                                      |
| 402 | Чередково            | деревня         | ↘20       | Николо-Погостинский сельсовет                               |
| 403 | Черемушки            | деревня         | ↘1        | Зиняковский сельсовет                                       |
| 404 | Черкуново            | деревня         | ↗33       | Кумохинский сельсовет                                       |
| 405 | Черна                | деревня         | ↘0        | Ковригинский сельсовет                                      |
| 406 | Черново              | деревня         | ↘2        | Зиняковский сельсовет                                       |
| 407 | Чернораменье         | деревня         | ↗7        | Зиняковский сельсовет                                       |
| 408 | Чернышиха            | деревня         | ↗10       | Кумохинский сельсовет                                       |
| 409 | Чесноково            | деревня         | →1        | Смиркинский сельсовет                                       |
| 410 | Чистомежное          | деревня         | ↘3        | Николо-Погостинский сельсовет                               |
| 411 | Чуркино              | деревня         | ↘1        | Зиняковский сельсовет                                       |
| 412 | Чучелиха             | деревня         | ↘14       | Смиркинский сельсовет                                       |
| 413 | Шадрино              | деревня         | ↘450      | Бриляковский сельсовет                                      |
| 414 | Шалахино             | деревня         | ↘4        | Зиняковский сельсовет                                       |
| 415 | Шапошное             | деревня         | ↘0        | Зиняковский сельсовет                                       |
| 416 | Шарыпово             | деревня         | ↘16       | Бриляковский сельсовет                                      |
| 417 | Шаталиха             | деревня         | ↘3        | Николо-Погостинский сельсовет                               |
| 418 | Швецово              | деревня         | ↘0        | Николо-Погостинский сельсовет                               |
| 419 | Шейкино              | деревня         | ↗15       | Кумохинский сельсовет                                       |
| 420 | Шешуки               | деревня         | ↗5        | Зиняковский сельсовет                                       |
| 421 | Шипилово             | деревня         | ↘4        | Николо-Погостинский сельсовет                               |
| 422 | Ширшово              | деревня         | →3        | Зиняковский сельсовет                                       |
| 423 | Шишулино             | деревня         | ↘2        | Николо-Погостинский сельсовет                               |
| 424 | Шошино               | деревня         | ↘2        | Зиняковский сельсовет                                       |
| 425 | Шутово               | деревня         | ↘1        | Зиняковский сельсовет                                       |
| 426 | Шушарино             | деревня         | →0        | Федуринский сельсовет                                       |
| 427 | Щекино               | деревня         | ↘39       | Николо-Погостинский сельсовет                               |
| 428 | Эмохоны              | деревня         | ↘2        | Смиркинский сельсовет                                       |
| 429 | Юрово                | деревня         | →0        | Зиняковский сельсовет                                       |
| 430 | Яблонное             | деревня         | →3        | Зиняковский сельсовет                                       |
| 431 | Яблонное             | деревня         | ↘0        | Смольковский сельсовет                                      |
| 432 | Ягодное              | деревня         | →0        | Николо-Погостинский сельсовет                               |
| 433 | Ягодное              | деревня         | ↘14       | Смольковский сельсовет                                      |
| 434 | Ягодно-Лесное        | деревня         | ↘24       | Бриляковский сельсовет                                      |
| 435 | Яришное              | деревня         | ↘2        | Зиняковский сельсовет                                       |
| 436 | Яровская             | деревня         | ↗14       | Кумохинский сельсовет                                       |
| 437 | Ястребцово           | деревня         | →0        | Зиняковский сельсовет                                       |

## Достопримечательности
На территории Городецкого района находится древнейшее село Нижегородской области — Николо-Погост (основано в XII веке).

## Экономика
На территории района действуют следующие предприятия:
- ПАО «Заволжский моторный завод»;
- ПАО «Судоремонто — судостроительная корпорация»;
- ООО «Городецкий судоремонтный завод»;
- ООО «Язаки — Волга»;
- ЗАО «Заволжский завод гусеничных тягачей»;
- ООО «Дайдо Металл Русь»;
- ООО «ЛЕОНИ Рус»;
- ООО «Флайг+Хоммель»;
- ЗАО «Молоко»

Городецкий район является одним из центров судоремонта и судостроения, двигателестроения в Нижегородской области.
В 2018 году в Городецком районе наблюдается инвестиционный рост. По итогам января-июня 2018 года объём инвестиций в основной капитал вырос на 17,7 % в сопоставимых ценах к соответствующему периоду прошлого года и составил 3081,6 млн руб. Такой рост инвестиций во многом обусловлен увеличением объёма инвестиций в обрабатывающих производствах. На потребительском рынке в текущем году продолжалась тенденция роста: по итогам 6 месяцев 2018 года оборот розничной торговли составил 7155,3 млн руб., темп роста в сопоставимых ценах 102,4 %; объём платных услуг, оказанных населению — 351,8 млн руб., или 103,6 %.
В январе-июне текущего года среднемесячная заработная плата по району сложилась в размере 23 566,7 руб., что в действующих ценах на 11,2 % выше, чем за соответствующий период 2017 года. В реальном выражении (скорректировано на индекс потребительских цен) темп роста заработной платы составил 107,7 %. Уровень официально зарегистрированной безработицы в Городецком районе по состоянию на 1 июля 2018 года составил 0,31 %, что на 0,15 п.п. ниже, чем на аналогичную дату прошлого года.

## Культура
На 2005 год в ведении социально-культурного управления администрации Городецкого района находилось 57 подразделений, 9 из которых имели статус юридического лица и 26 народных коллективов при досуговых учреждениях.
На 1 января 2006 г. сеть учреждений культуры Городецкого района составляла
культурно-досуговых — 23, в том числе:
- досуговый центр «Метеор»,
- досуговый центр «Спутник»,
- дворец культуры города Заволжья,
- центр народных промыслов, ремёсел и туризма,
- районный организационно-методический центр,
- районный дом культуры,
- 17 сельских клубов и домов культуры:

библиотек — 37, в том числе:
- МУК «Городецкая централизованная библиотечная система» (25 филиалов),
- МУК «Заволжская централизованная библиотечная система» (12 филиалов);

музеи:
- МБУК «Городецкий историко-художественный музейный комплекс»,
- музей истории города Заволжья;

учреждения дополнительного образования детей:
- МОУ ДОД «Детская музыкальная школа» г. Городца,
- МОУ ДОД «Детская художественная школа» г. Городца,
- МОУ ДО «Детская музыкальная школа» г. Заволжья;

Парк культуры и отдыха г. Городца,
Районная киносеть.

## Религии

### Приходы православной церкви
- Храм Спаса Нерукотворного,
- Храм Покрова Пресвятой Богородицы,
- Храм Михаила Архангела,
- Храм Пресвятой Троицы,
- Храм Владимиро-Никольский,
- Храм Спасо-Преображенский Сергия Радонежского,
- Храм Алексия Митрополита Московского,
- Храм Подолецкий Спасо -Преображенский.
- Храм в честь Владимирской Иконы Божьей Матери
- Церковь иконы Божией Матери «Всех Скорбящих Радость» (кладбищенская)
- Церковь Спаса Преображения

#### Старообрядцы
- Старообрядческий православный храм Успения Пресвятой Богородицы.

### Другие конфессии
- Дом молитвы общины Евангелистских Христиан.